# Julie Fowlis
Julie Fowlis (North Uist, 20 giugno 1979) è una cantante scozzese.

## Biografia
Julie Fowlis è cresciuta in una comunità in cui erano molto sentite le tradizioni gaeliche, a partire dalla lingua gaelica scozzese che veniva parlata in casa. Fowling si avvicinò al canto nella lingua gaelica scozzese sin dalle scuole elementari. Si è trasferita a Glasgow per frequentare, alla Strathclyde University, un corso di musica e successivamente ha deciso di perfezionare lo studio della lingua gaelica scozzese in una scuola situata nell'isola di Skye. Nel 2000, Fowlins entrò nella band Dòchas e svolse un tour della durata di due anni. Nel 2004 ha vinto il premio irlandese sean-nós come migliore cantante celtica, ricevendo anche un analogo riconoscimento in Scozia. Nel 2005 iniziò la propria carriera solista con la pubblicazione dell'album Mar a tha mo chridhe che ottenne un buon risultato e una nomination per il premio BBC Folk Awards.
Ha composto i brani musicali Into the Open Air e Touch the Sky per il film della Disney Ribelle - The Brave. I Radiohead, Ricky Gervais, Björk e Phil Selway hanno dichiarato di apprezzare la musica di Fowlis.

## Discografia

### Album
- 2005 - Mar a tha mo chridhe
- 2007 - Cuilidh
- 2009 - Uam
- 2011 - Live at Perthshire Amber
- 2014 - Gach sgeul - Every story
- 2017 - Alterum

### Singoli
- 2007 - Turas san Lochmor
- 2008 - Hùg Air A' Bhonaid Mhòir
- 2008 - Lon Dubh / Blackbird (Cover del brano dei Beatles Blackbird in gaelico)